# Nubuwwah
Nubuwwah (arabiska: نبوة, profetskap) är en term inom islam som fritt översatt betyder "profetskap". En profet beskrivs som en människa med hög status inför Gud och som får uppenbarelser från Gud utan någon mänsklig mellanhand, och som Gud skickat till människorna för att vägleda dem till den rätta vägen. I arabiska kan orden nabi (profet) och rasul (sändebud) användas för profeter, men en vanlig uppfattning är att profeter som kommit med nya lagar kallas för rasul, medan de profeter som inte kommit med nya lagar kallas för nabi.
En kvinna kan inte, enligt islam, vara en profet.

## Logiken med profetskap
Inom islam är betydelsen av profetskap stor för människan då människan behöver vägledning i sitt vardagsliv. Människan kan alltså på egen hand tänka och fundera över universum och skapelsen, men man kan inte förvänta sig att varje människa ska kunna nå till det system som anses vara rätt enligt Gud. Med andra ord har varje människa en förmåga att tänka, dock har varje människa inte lika mycket möjlighet att tänka sig fram till en levnadsstil som anses vara perfekt. Sedan har människan inte all tid på sig att tänka, utan man kan leva en hel livstid utan att ens fundera på vad målet är med sitt liv. I och med att muslimer anser att Gud är skaparen av människan, så vet Gud vilka behov och brister som människan har. Därför har Gud, av rättvisa skäl, skickat profeter till mänskligheten för att vägleda människan till det liv som anses vara gott. Härmed har profeten som uppgift att förmedla Guds lagar och levnadssätt som skall följas av människan. Med andra ord utgör profeten ett slags bro mellan Gud och människor.
En av anledningarna som har nämnts för profetskap är att om Gud skulle belöna och straffa människor på domedagen, utan att skicka några profeter till dem, skulle människorna kunna protestera mot att ingen har visat vad som är rätt eller fel för dem. En annan anledning är att profetskap nämnts vara en ynnest, och att det därmed varit obligatoriskt för Gud att skicka profeter till människorna. En av fördelarna med profetskap är att Gud ger människorna lagar för att säkerställa opartisk rättvisa, säkerhet och utveckling i samhället. En annan fördel är att det gör folk till perfekta människor spirituellt och får dem att komma närmare Gud.